# Peter Majerník
Peter Majerník (Piešťany, 31 dicembre 1978) è un calciatore slovacco, difensore dello Spartak Myjava.

## Caratteristiche tecniche
È un difensore centrale.